# Salomé Ureña de Henríquez
Salomé Ureña Díaz de Henríquez (Santo Domingo, República Dominicana, 21 d'octubre de 1850 - Santo Domingo, República Dominicana, 6 de març de 1897) va ser una poetessa i educadora dominicana, sent una de les figures centrals de la poesia lírica del segle XIX i innovadora en l'educació de les dones al seu país, influenciada per l'escola positivista i l'educació normalista d'Eugenio María d'Hostos, de qui va ser alumna avantatjada. Les seves obres es van centrar en l'amor a la Pàtria i en el seu entorn familiar.
Encara que disposi d'un llistat d'obres no gaire extens, va aconseguir cridar l'atenció de gran part de Llatinoamèrica per la profunditat de les seves obres. Entre els seus treballs més notables es troben: Ofrenda a la Patria, El Ave y el Nido y Sombras, entre d'altres.

## Biografia
Va néixer a Santo Domingo, el 21 d'octubre de 1850. Va ser filla de l'advocat i també escriptor Nicolás Ureña de Mendoza i Gregoria Díaz de León qui, al costat de la seva àvia i tia maternes, van donar a la seva filla les seves primeres lliçons educatives. A una edat primerenca, va entrar en contacte amb la literatura. El seu pare li va ensenyar les obres clàssiques d'autors espanyols i francesos que van ajudar a la jove Salomé a desenvolupar la seva pròpia carrera i l'art de la declamació amb la seva germana Manuela, recitant en espanyol, francès, anglès i llatí.
Va començar a escriure versos als quinze anys d'edat, publicant posteriorment les seves primeres obres a l'edat de disset anys, amb una empremta característica d'espontaneïtat i tendresa. El 1867 va publicar les seves primeres obres sota el pseudònim d'«Herminia», nom que va usar fins a 1874.
Amb el pas el temps, la seva obra es va tornar tràgica i trista amb poemes com En horas de angustia; o patriòtica i amb energia com s'aprecia en els seus poemes A La Patria y Ruinas. En els anys posteriors, va incloure en les seves poesies temes autobiogràfics, com es pot veure en Mi Pedro, dedicada al seu fill, potser el seu poema més afectuós, La llegada del invierno i un llibre que es va fer molt popular anomenat Esteban, on parla de seu país, la seva família, les plantes i flors.
Ureña va morir de tuberculosi a l'edat de quaranta-sis anys, sent enterrada a l'església de Nuestra Señora de las Mercedes i traslladada al 1972 al Panteón de la Patria.

## Vida personal
L'11 de febrer de 1880, a l'edat de vint-i-nou anys, es va casar amb el doctor i escriptor Francisco Henríquez i Carvajal, polític també, que va aconseguir la presidència de la República Dominicana. Va tenir quatre fills amb ell: Francisco, Pedro, Max i Camila. Els seus fills, més tard, es convertirien en figures molt respectades de la literatura contemporània de mitjans i finals de segle XX com a escriptors, filòsofs, poetes, humanistes i crítics d'art.

## Mort i llegat

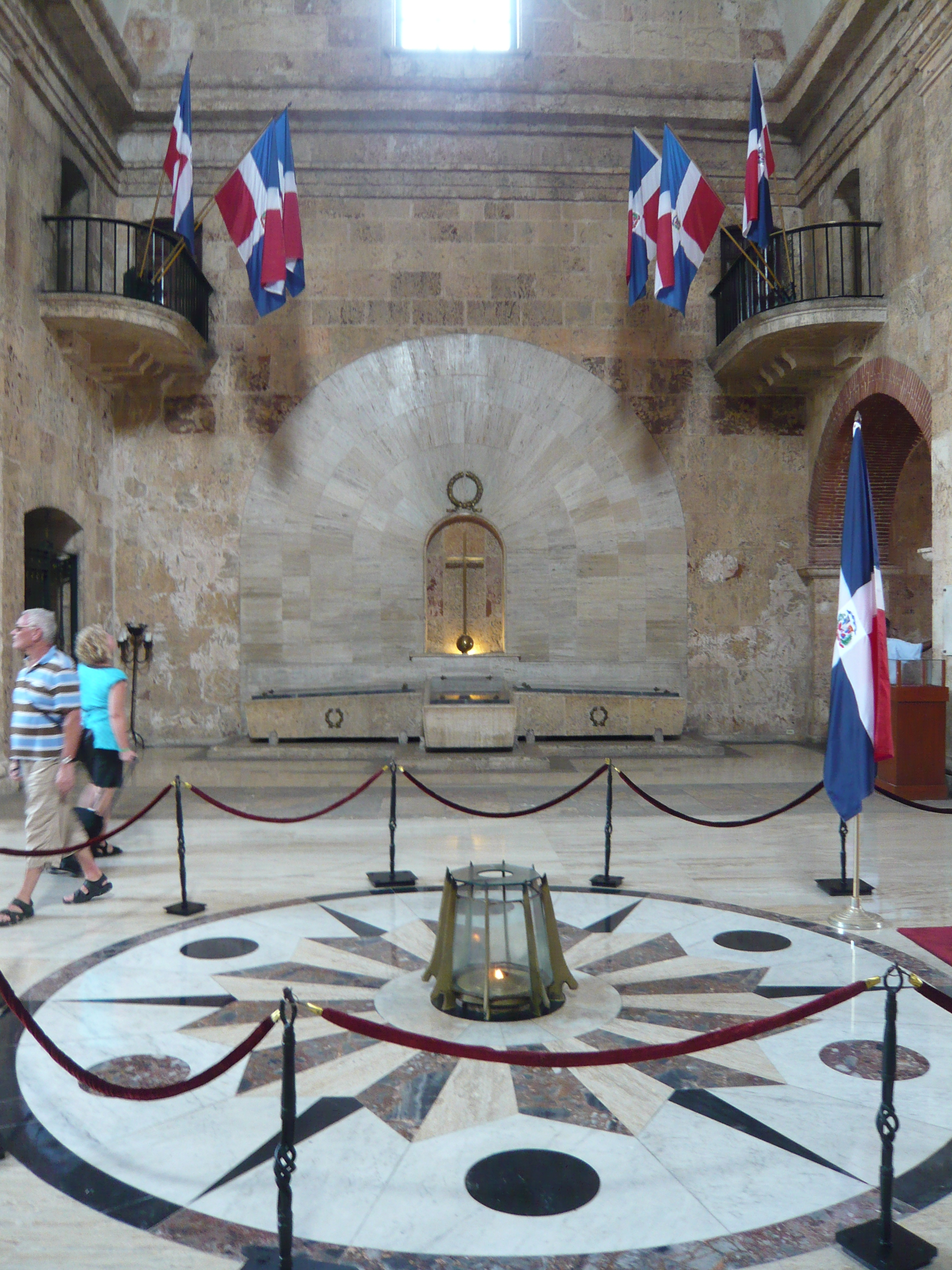
Mausoleu de Salomé Ureña de Henríquez a Santo Domingo, República Dominicana.

Va morir a causa de complicacions de la tuberculosi el 1897, a l'edat de 46 anys. Va ser enterrada a l'església de Nuestra Señora de las Mercedes i traslladada el 1972 al Panteón de la Patria. És considerada per molts com l'escriptora més excelsa de la República Dominicana. Va aconseguir injectar profunds sentiments a cadascun dels seus poemes que avui formen part fonamental del patrimoni literari dominicà.
Salomé no va ser només una prominent escriptora i educadora dominicana, sinó també una gran lluitadora per la igualtat de drets entre dones i homes. La seva lluita la va convertir en una màrtir al seu país i és recordada pel seu dur treball en favor de l'educació femenina. El 21 d'octubre va ser declarat «Dia del Poeta» en el seu honor.

## Obres

### Obres poètiques
Les seves obres poètiques, prop de seixanta composicions, inclouen l'èpica i la lírica.
- 1873 - La gloria del progreso
- 1876 - Ruinas
- 1877 - La llegada del invierno
- 1878 - La fe en el porvenir
- 1880 - Anacaona
- 1880 - Poesía de Salomé Ureña de Henríquez
- 1881 - Sombras
- 1897 - Mi Pedro
- 1897 - Herminia”

### Altres obres
- A la Patria
- A mi madre
- A Quísqueya
- Amor y anhelo
- Angustias
- Caridad
- El ave y el nido
- El cantar de mis cantares
- En defensa de la sociedad
- En el nacimiento de mi primogénito
- Impresiones
- Las horas de angustias
- Luz
- Melancolía
- Mi ofrenda a la Patria
- ¡Padre mío!
- Quejas
- Sueños
- Locuras
- Una esperanza
- Pobre niño
- Tristeza

## Ancestres
|  |                                                        |  |  |  |  |  |  |  |  |  |  |  |  |  |  |  |
|  | 16. Juan Ureña                                         |  |  |  |  |  |  |  |  |  |  |  |  |  |  |  |
|  |                                                        |  |  |  |  |  |  |  |  |  |  |  |  |  |  |  |
|  |                                                        |  |  |  |  |  |  |  |  |  |  |  |  |  |  |  |
|  | 8. Carlos Ureña Jiménez (?–1786)                       |  |  |  |  |  |  |  |  |  |  |  |  |  |  |  |
|  |                                                        |  |  |  |  |  |  |  |  |  |  |  |  |  |  |  |
|  |                                                        |  |  |  |  |  |  |  |  |  |  |  |  |  |  |  |
|  | 17. María Manuela Jiménez                              |  |  |  |  |  |  |  |  |  |  |  |  |  |  |  |
|  |                                                        |  |  |  |  |  |  |  |  |  |  |  |  |  |  |  |
|  |                                                        |  |  |  |  |  |  |  |  |  |  |  |  |  |  |  |
|  | 4. Francisco Ureña Mañón (1784–?)                      |  |  |  |  |  |  |  |  |  |  |  |  |  |  |  |
|  |                                                        |  |  |  |  |  |  |  |  |  |  |  |  |  |  |  |
|  |                                                        |  |  |  |  |  |  |  |  |  |  |  |  |  |  |  |
|  | 9. Catalina Mañón (germana de Josefina Mañón [#27])    |  |  |  |  |  |  |  |  |  |  |  |  |  |  |  |
|  |                                                        |  |  |  |  |  |  |  |  |  |  |  |  |  |  |  |
|  |                                                        |  |  |  |  |  |  |  |  |  |  |  |  |  |  |  |
|  | 2. Nicolás Ureña de Mendoza (1822–1875)                |  |  |  |  |  |  |  |  |  |  |  |  |  |  |  |
|  |                                                        |  |  |  |  |  |  |  |  |  |  |  |  |  |  |  |
|  |                                                        |  |  |  |  |  |  |  |  |  |  |  |  |  |  |  |
|  | 10. José Valerio de Mendoza                            |  |  |  |  |  |  |  |  |  |  |  |  |  |  |  |
|  |                                                        |  |  |  |  |  |  |  |  |  |  |  |  |  |  |  |
|  |                                                        |  |  |  |  |  |  |  |  |  |  |  |  |  |  |  |
|  | 5. Ramona de Mendoza                                   |  |  |  |  |  |  |  |  |  |  |  |  |  |  |  |
|  |                                                        |  |  |  |  |  |  |  |  |  |  |  |  |  |  |  |
|  |                                                        |  |  |  |  |  |  |  |  |  |  |  |  |  |  |  |
|  | 1. Salomé Ureña Díaz (1850–1897)                       |  |  |  |  |  |  |  |  |  |  |  |  |  |  |  |
|  |                                                        |  |  |  |  |  |  |  |  |  |  |  |  |  |  |  |
|  |                                                        |  |  |  |  |  |  |  |  |  |  |  |  |  |  |  |
|  | 24. Gaspar Díaz                                        |  |  |  |  |  |  |  |  |  |  |  |  |  |  |  |
|  |                                                        |  |  |  |  |  |  |  |  |  |  |  |  |  |  |  |
|  |                                                        |  |  |  |  |  |  |  |  |  |  |  |  |  |  |  |
|  | 12. Ignacio Díaz de la Sota (1757–1827)                |  |  |  |  |  |  |  |  |  |  |  |  |  |  |  |
|  |                                                        |  |  |  |  |  |  |  |  |  |  |  |  |  |  |  |
|  |                                                        |  |  |  |  |  |  |  |  |  |  |  |  |  |  |  |
|  | 25. Juana Evangelista de la Sota (?–1783)              |  |  |  |  |  |  |  |  |  |  |  |  |  |  |  |
|  |                                                        |  |  |  |  |  |  |  |  |  |  |  |  |  |  |  |
|  |                                                        |  |  |  |  |  |  |  |  |  |  |  |  |  |  |  |
|  | 6. Pedro Díaz de Castro                                |  |  |  |  |  |  |  |  |  |  |  |  |  |  |  |
|  |                                                        |  |  |  |  |  |  |  |  |  |  |  |  |  |  |  |
|  |                                                        |  |  |  |  |  |  |  |  |  |  |  |  |  |  |  |
|  | 26. José de Castro (1775–?)                            |  |  |  |  |  |  |  |  |  |  |  |  |  |  |  |
|  |                                                        |  |  |  |  |  |  |  |  |  |  |  |  |  |  |  |
|  |                                                        |  |  |  |  |  |  |  |  |  |  |  |  |  |  |  |
|  | 13. Teresa de Castro Mañón                             |  |  |  |  |  |  |  |  |  |  |  |  |  |  |  |
|  |                                                        |  |  |  |  |  |  |  |  |  |  |  |  |  |  |  |
|  |                                                        |  |  |  |  |  |  |  |  |  |  |  |  |  |  |  |
|  | 27. Josefina Mañón (germana de Catalina Mañón [#9])    |  |  |  |  |  |  |  |  |  |  |  |  |  |  |  |
|  |                                                        |  |  |  |  |  |  |  |  |  |  |  |  |  |  |  |
|  |                                                        |  |  |  |  |  |  |  |  |  |  |  |  |  |  |  |
|  | 3. Gregoria Díaz de León (1819–1914)                   |  |  |  |  |  |  |  |  |  |  |  |  |  |  |  |
|  |                                                        |  |  |  |  |  |  |  |  |  |  |  |  |  |  |  |
|  |                                                        |  |  |  |  |  |  |  |  |  |  |  |  |  |  |  |
|  | 14. Domingo de León y Fajardo                          |  |  |  |  |  |  |  |  |  |  |  |  |  |  |  |
|  |                                                        |  |  |  |  |  |  |  |  |  |  |  |  |  |  |  |
|  |                                                        |  |  |  |  |  |  |  |  |  |  |  |  |  |  |  |
|  | 29. Teresa Fajardo                                     |  |  |  |  |  |  |  |  |  |  |  |  |  |  |  |
|  |                                                        |  |  |  |  |  |  |  |  |  |  |  |  |  |  |  |
|  |                                                        |  |  |  |  |  |  |  |  |  |  |  |  |  |  |  |
|  | 7. Teresa de León y la Concha                          |  |  |  |  |  |  |  |  |  |  |  |  |  |  |  |
|  |                                                        |  |  |  |  |  |  |  |  |  |  |  |  |  |  |  |
|  |                                                        |  |  |  |  |  |  |  |  |  |  |  |  |  |  |  |
|  | 15. María Florentina de la Concha y Hurtado de Mendoza |  |  |  |  |  |  |  |  |  |  |  |  |  |  |  |
|  |                                                        |  |  |  |  |  |  |  |  |  |  |  |  |  |  |  |
|  |                                                        |  |  |  |  |  |  |  |  |  |  |  |  |  |  |  |